# 잉그리드 카벤
잉그리드 카벤(Ingrid Caven, 1938년 8월 3일 ~ )은 독일의 배우, 가수, 영화배우이다.
자르브뤼켄에서 태어났다.

## 영화
- 포르투갈 여인 (2018년)
- 서스페리아 (2018년) - 펜데가스트 역
- 잠자는 미녀 (2016년)
- 잉그리드 카벤, 무시퀘 엣 보이스 (2012년)
- 다니엘 쉬미트 (2010년) - 본인 역
- 히어스 룩킹 앳 유, 보이 (2007년) - 본인 역
- 싸일런 나잇 (1995년)
- 내가 좋아하는 계절 (1993년)
- 말루 (1981년)
- 루핑 (1981년)
- 13달인 어느 해에 (1978년)
- 양지로의 여행 (1978년)
- 비올란타 (1977년)
- 천사들의 그림자 (1976년)
- 네어 (1976년)
- 퀴스터스 부인의 천국 여행 (1975년)
- 폭스와 그의 친구들 (1975년)
- 라 팔로마 (1974년)
- 나의 작은 연인들 (1974년)
- 선 위의 세상 (1973년)
- 오늘 밤 (1972년)
- 사계절의 상인 (1972년)
- 미국인 병사 (1970년)
- 왜 R씨는 미쳐 날뛰는가? (1970년)
- 저주의 신들 (1970년)
- 사랑은 죽음보다 차갑다 (1969년)